# Haruka Yamazaki
Haruka Yamazaki (山崎 はるか?, Sakura Ayane; Kanagawa, 27 giugno 1991) è una doppiatrice giapponese affiliata alla Arts Vision, nota principalmente per i ruoli di Tomoyo Kanzaki in When Supernatural Battles Became Commonplace, Lilith Bristol in Absolute Duo, e Mero in Monster Musume.

## Ruoli

### Serie TV anime
2010
- YuruYuri (Madre di Eri, Hiro Takaoka e altri)

2011
- Hayate the Combat Butler! Heaven Is a Place on Earth (Ruka Suirenji)
- Hayate the Combat Butler! Can't Take My Eyes Off You (Ruka Suirenji)

2015
- Absolute Duo (Lilith Bristol)
- Monster Musume (Meroune "Mero" Lorele)

2018
- Magical Girl Site (Sarina Shizukume)

### Videogiochi
2013
- The Idolmaster Million Live! (Mirai Kasuga)
- Akiba's Trip: Undead & Undressed (Kati Räikkönen)

2015
- Tokyo Xanadu (Mitsuki Hokuto)

2017
- Azur Lane (USS Independence e KMS U-81)

2019
- Arknights (Grani)

2023
- Honkai: Star Rail (Herta)